# Cricquebœuf
Cricquebœuf è un comune francese di 207 abitanti situato nel dipartimento del Calvados nella regione della Normandia.

## Società

### Evoluzione demografica
Abitanti censiti